# You Win Again
Pour la chanson homonyme des Bee Gees, voir You Win Again (chanson des Bee Gees).
Singles de Hank Williams
Jambalaya (On the Bayou)
(1952) I'll Never Get Out of This World Alive (en)
(1952)
You Win Again est une chanson sortie en 1952 écrite par Hank Williams. Enregistrée le 11 juillet 1952, elle est reprise par Jerry Lee Lewis, Roy Orbison, The Grateful Dead, Bob Dylan, les Rolling Stones et Martina McBride.

## Source de la traduction
- (en) Cet article est partiellement ou en totalité issu de l’article de Wikipédia en anglais intitulé « You Win Again (Hank Williams song) » (voir la liste des auteurs).